# کارلوس لارنس
کارلوس لارنس (انگلیسی: Carlos Llorens؛ زادهٔ ۱ سپتامبر ۱۹۶۹) بازیکن فوتبال اهل اسپانیا است.
از باشگاه‌هایی که در آن بازی کرده‌است می‌توان به باشگاه فوتبال دپورتیوو آلاوس، باشگاه فوتبال رایو وایکانو، باشگاه فوتبال اتلتیکو مادرید، باشگاه فوتبال لوانته، باشگاه فوتبال الچه، باشگاه فوتبال اوساسونا، و باشگاه فوتبال لگانس اشاره کرد.